# Valsaria insitiva
Valsaria insitiva är en svampart som först beskrevs av Tode, och fick sitt nu gällande namn av Ces. & De Not. 1863. Enligt Catalogue of Life ingår Valsaria insitiva i släktet Valsaria, ordningen Diaporthales, klassen Sordariomycetes, divisionen sporsäcksvampar och riket svampar, men enligt Dyntaxa är tillhörigheten istället släktet Valsaria, klassen Dothideomycetes, divisionen sporsäcksvampar och riket svampar. Arten är reproducerande i Sverige. Inga underarter finns listade i Catalogue of Life.
I den svenska databasen Dyntaxa används istället namnet Valsa cincta för samma taxon.  Arten är reproducerande i Sverige.